# Episches Präteritum
Das Epische Präteritum ist eine Theorie der Literaturwissenschaftlerin und Philosophin Käte Hamburger (1896–1992), mit welcher sie zeigen wollte, dass Kriterien zur Fiktionalität eines Textes aus dessen eigener Logik herleitbar seien. Gerade zurückgekehrt aus der Emigration in Schweden, veröffentlichte sie die Theorie 1957 in ihrer Habilitationsschrift Die Logik der Dichtung.
Anders als das gewöhnliche Präteritum (als Zeitform für abgeschlossene Ereignisse), verliert das Epische Präteritum, das in fiktionalen Texten gebraucht wird, dabei seine grammatische Funktion. Hamburger zeigt das vor allem an dem Satz:
Aber am Vormittag hatte sie den Baum zu putzen. Morgen war Weihnachten.
Nur in der Dichtung sei solch ein Satz sinnvoll. Nach ihrer Theorie, welche in der Literaturwissenschaft äußerst bedeutend ist, zeigt die Zeitform nicht die Vergangenheit an, sondern gerade die Fiktionalität des Textes, dass also erzählt wird. Hierdurch würde erst die Verbindung ermöglicht, zwischen dem deiktischen, also dem zeigenden Zeitadverb (morgen) und dem Vergangenheitstempus (bei war). Diese Idee einer Zeitlosigkeit der Fiktion wird mittlerweile angezweifelt. Ein wichtiger Punkt in der Kritik ist dabei, dass eben erst das erzählt werden könne, was vergangen ist. Andererseits könne auch in wirklicher Kommunikation ein episches Präteritum vorkommen.
Hamburgers Theorie wird aber nicht bloß kritisiert. Harald Weinrich (1927–2022) beispielsweise hat versucht, sie weiterzuentwickeln, und formulierte, dass nicht nur das Präteritum, sondern alle Tempora Signalfunktionen hätten und Informationen über die der Zeit hinaus vermitteln könnten.